# Anna Jägre
Anna Jägre, född 28 oktober 1974, är en svensk före detta friidrottare (främst 400 meter) som tävlade för klubben Hässelby SK. 

## Personliga rekord
- 200 meter - 24,72 (Karlstad 31 augusti 1999)
- 400 meter - 53,68 (Malmö 7 augusti 1999)